# Archidiakonat łęczycki
Archidiakonat łęczycki – jeden z archidiakonatów archidiecezji gnieźnieńskiej w okresie przedrozbiorowym. Dokładna data powstania archidiakonatu nie jest znana. Pierwsza wzmianka o archidiakonie łęczyckim pochodzi z bulli papieskiej z 1218, ale archidiakonat mógł istnieć już od momentu erygowania kolegiaty łęczyckiej w 1161.
Najstarszy znany podział archidiakonatu na dekanaty (tuszyński, szczawiński, bedlneński i rawski) pochodzi z początku XVI w. W 1522 arcybiskup Jan Łaski wydzielił z terenu archidiakonatu dekanaty bedlneński i rawski, tworząc z nich archidiakonat łowicki. W 1528 arcybiskup ponownie przyłączył do archidiakonatu łęczyckiego dekanat bedlneński. Pod koniec XVI w. podział dekanalny został zmodyfikowany. Od tego czasu archidiakonat tworzyło 5 dekanatów: kłodawski, kutnowski, łęczycki, tuszyński i zgierski. W 1764 na skutek wymiany terenów z diecezją włocławską archidiakonat utracił 8 parafii: Wolbórz, Chorzęcin, Czarnocin, Łaznów, Nagórzyce (z dekanatu tuszyńskiego) oraz Gałków, Łódź i Niesułków (z dekanatu zgierskiego). Stan ten utrzymał się do 1818. Wówczas archidiakonat, który po 1815 znalazł się w granicach Królestwa Kongresowego, w związku z reorganizacją podziału administracyjnego kościoła w Królestwie przestał istnieć, a jego obszar włączono do archidiecezji warszawskiej.